# Medaglia Louis Blériot
La medaglia Louis Blériot, in francese Médaille Louis Blériot, è una onorificenza aeronautica conferita dalla Fédération Aéronautique Internationale (FAI), 
la federazione internazionale preposta alla convalida di primati in campo aeronautico.
L'onorificenza può essere assegnata fino a tre volte all'anno per il raggiungimento di un nuovo primato di velocità, di altitudine e di distanza nella categoria dei velivoli leggeri. Il premio è stato istituito dal 1936 in onore del pioniere dell'aviazione francese Louis Blériot.

## Onorificenze assegnate
- 2007    non assegnate
- 2006    non assegnate
- 2005    Dick Rutan, distance, XCOR EZ-Rocket
- 2004    Robert L. Gibson, velocità in circuito chiuso Cassutt IIM[2]
- 2003    Bruce Bohannon
- 2003    Bruce Bohannon
- 2002    Bruce Bohannon
- 2001    Bruce Bohannon
- 2001    Richard C. Keyt
- 2000    Hans Georg Schmid
- 1999    Peter Scheichenberger
- 1998    Jon M. Sharp, Sharp Nemesis
- 1997    non assegnate
- 1996    James A. Price
- 1996    Jon M. Sharp, Sharp Nemesis
- 1995    non assegnate
- 1994    Dan E. Parisieu
- 1993    Jon M. Sharp, Sharp Nemesis
- 1992    Michael S. Arnold
- 1992    David W. Timms
- 1991    Peter Scheichenberger
- 1991    Robert L. Gibson, primato di altitudine in volo orizzontale[3]
- 1991    Peter Urach
- 1990    not awarded
- 1989    Eric Scott Winton
- 1989    Richard J. Gritter
- 1989    Kirk D. Hanna
- 1988    Wilhelm Lischak
- 1988    Yves Duval
- 1987    Norman E. Howell
- 1986    Wilhelm Lischak
- 1985    John E. Saum
- 1984    F. Gary Hertzler
- 1984    Richard Flohr
- 1983    Phillip C. Fogg
- 1982    A.J. Smith
- 1981    Dick Rutan
- 1980    Charles Andrews
- 1979    Gerald G. Mercer
- 1978    non assegnate
- 1977    Oleg A. Boulyguine
- 1976    W.M. Pomeroy
- 1976    Rodney T. Nixon
- 1975    Edgar J. Lesher
- 1974    non assegnate
- 1973    Edgar J. Lesher
- 1972    Roy Windover
- 1971    non assegnate
- 1970    Edgar J. Lesher
- 1969    Hal Fishman
- 1969    Barry Schiff
- 1968    Donald C. Sinclair
- 1967    Edgar J. Lesher
- 1966    William C. Brodbeck
- 1966    Raymond Davy
- 1965    Geraldine "Jerrie" Mock
- 1964    Adriano Mantelli
- 1963    Raymond Davy
- 1962    Adriano Mantelli
- 1961    non assegnate
- 1960    Raymond Davy
- 1959    non assegnate
- 1958    non assegnate
- 1957    Kaarl Henrik Juhani Heinonen
- 1956    Richard V. Ohm
- 1956    L. Stastny
- 1956    F. Novak
- 1955    Peder Ib Riborg Andersen
- 1954    Iginio Guagnellini
- 1953    William D. Thompson
- 1953    Iginio Guagnellini
- 1952    Max Conrad
- 1951    Caro Bayley
- 1951    A. Rebillon
- 1950    John F. Mann
- 1950    R.R. Paine
- 1949    René Leduc
- 1949    William P. Odom
- 1949    Anna Bodriaguina
- 1948    non assegnate
- 1947    non assegnate
- 1946    non assegnate
- 1945    non assegnate
- 1944    non assegnate
- 1943    non assegnate
- 1942    non assegnate
- 1940    non assegnate
- 1939    non assegnate
- 1938    André Japy
- 1938    Helmut Kalkstein
- 1938    Steve Wittman
- 1937    non assegnate
- 1936    Stanisław Skarżyński
- 1936    Maurice Arnoux
- 1936    Furio Niclot Doglio
- 1936    Mrs. Becker (Francia)